# TT413
La tombe thébaine TT 413 est située à El-Khokha, dans la nécropole thébaine, sur la rive ouest du Nil, face à Louxor en Égypte. TT413 est le nom moderne du lieu de sépulture et de la chapelle funéraire creusée dans la roche du gouverneur local Ounasânkh, « surveillant de la Haute-Égypte », qui vécut vraisemblablement sous la VIe dynastie.

## Description
La tombe se compose d'une chapelle décorée de deux pièces et de trois chambres funéraires creusées dans la roche sous la chapelle, chacune possédant sa propre entrée. La décoration de la chapelle est peinte et représente Ounasânkh et son épouse devant une table d'offrandes, à droite du mur ouest. Au centre, des offrandes sont présentées et à gauche, plusieurs personnes apportent et préparent des offrandes. Sur le mur sud, il est représenté seul, devant des greniers, entouré de deux rangées de musiciens. Sur le même mur, deux navires sont représentés. Près de la tombe ont été découvertes deux stèles représentant Ounasânkh et mentionnant plusieurs de ses titres.